# Audrys Bačkis
Audrys Juozas Bačkis (ur. 1 lutego 1937 w Kownie) – litewski duchowny rzymskokatolicki, nuncjusz apostolski w Holandii w latach 1988–1991, arcybiskup metropolita wileński w latach 1991–2013, kardynał od 2001.

## Życiorys
Wkrótce po II wojnie światowej opuścił wraz z rodziną włączoną do ZSRR Litwę. Studiował we Francji w seminarium Św. Sulpicjusza w Issy-les-Moulineaux, później na uczelniach rzymskich; na Papieskim Uniwersytecie Gregoriańskim kształcił się w dziedzinie teologii, na Papieskim Uniwersytecie Laterańskim obronił doktorat z prawa kanonicznego, a w Papieskiej Akademii Duchownej zdobył przygotowanie dyplomatyczne. Po święceniach kapłańskich (18 marca 1961 w Rzymie) pracował jako duszpasterz w środowisku emigrantów litewskich w USA. W 1964 wstąpił do służby dyplomatycznej Stolicy Apostolskiej. Był kolejno sekretarzem nuncjatury na Filipinach, w Kostaryce, Turcji i Nigerii. W czerwcu 1965 otrzymał tytuł tajnego szambelana papieskiego (zmieniony w 1968 na "kapelan Jego Świątobliwości"). Od 1973 pozostawał związany z Radą Spraw Publicznych Kościoła przy watykańskim Sekretariacie Stanu, był m.in. delegatem Stolicy Świętej na Konferencji Narodów Zjednoczonych w Wiedniu (1975), a od 1979 zastępcą sekretarza Rady Spraw Publicznych Kościoła.
5 sierpnia 1988 został mianowany nuncjuszem w Holandii, jednocześnie otrzymał godność arcybiskupa tytularnego Meta. 4 października 1988 sakry biskupiej udzielił mu w Watykanie Jan Paweł II. W grudniu 1991 arcybiskup Backis został przeniesiony na stolicę arcybiskupią w Wilnie; w latach 1993–1999 i ponownie w latach 2002–2005 pełnił funkcję przewodniczącego, a w latach 1999–2002 i ponownie w latach 2005–2011 wiceprzewodniczącego Konferencji Biskupów Litwy.
W lutym 2001 Jan Paweł II mianował go kardynałem, nadając tytuł prezbitera Nativita di Nostra Signore Gesu Cristo a Via Gallia. W październiku 1999 arcybiskup Backis brał udział w II specjalnej sesji Światowego Synodu Biskupów w Watykanie, poświęconej Kościołowi europejskiemu.
Uczestnik konklawe 2005 i konklawe 2013 roku. 1 lutego 2017 w związku z ukończeniem 80 lat utracił prawo do czynnego udziału w przyszłych konklawe.
5 kwietnia 2013 papież Franciszek przyjął jego rezygnację z urzędu złożoną ze względu na wiek. Jego następcą został mianowany arcybiskup Gintaras Grušas.

## Odznaczenia
- Wielki Krzyż Orderu Witolda Wielkiego[1]